# جائحة فيروس كورونا في تيمور الشرقية
جائحة فيروس كورونا في تيمور الشرقية توثق هذه المقالة آثار عدوى الفيروس التاجي كورونا (كوفيد-19) في تيمور الشرقية 2019-2020، وقد لا تتضمن جميع الاستجابات والتدابير الرئيسية الحالية.

## المخطط الزمني
أكدت تيمور الشرقية ظهور أول إصابة بفيروس كورونا(كوفيد-19) في 21 آذار/مارس.

## خلفية
في 12 يناير 2020، أكدت منظمة الصحة العالمية عن ظهور فيروس كورونا المستجد كسبب للمرض التنفسي الذي أصاب مجموعة من الأشخاص في مدينة ووهان، مقاطعة خوبي، الصين، إذ أُبلغ عنهم إلى منظمة الصحة العالمية في 31 ديسمبر 2019. كانت نسبة الوفيات بين الحالات المُشخصة بكوفيد-19 أقل بكثير من جائحة فيروس سارس في عام 2003، لكن انتقال العدوى كان أكبر، والوفيات أيضًا.